# Parti démocratique social
Le Parti démocratique social (portugais : Partido Democrático Social, PDS) est un parti politique brésilien conservateur.
Il a été créé en 1979 dans le prolongement de l'Alliance rénovatrice nationale (ARENA), l'aile politique de l'armée pendant la dictature militaire de 1965-1979, à une époque où le pays s'éloignait de l'autoritarisme. Cependant, la date officielle de fondation est le 31 janvier 1980. En 1985, lorsque Paulo Maluf remporte l'investiture du parti pour la candidature présidentielle, un vaste groupe, dirigé par José Sarney (ancien chef de l'ARENA de 1971 à 1980 et du PDS de 1980 à 1985), Jorge Bornhausen et Marco Maciel, fondent le Parti du Front libéral (PFL). Sarney est élu vice-président lors de l'élection de cette année-là, mais il sert dès le début en tant que président, en raison de la mort du président élu Tancredo Neves .
Le Parti démocratique social a subi de lourdes défaites aux élections de 1986 (7,9 %) et de 1990 (8,9 %) à la Chambre des députés, alors que le PFL remportait en même temps 17,7 % et 12,4 %. En 1986, le parti a également été sérieusement battu aux élections d'État, de sorte que les 12 postes de gouverneur remportés en 1982 ont été perdus.
En 1993, le parti a fusionné avec le Parti démocrate-chétien (3,0% aux élections de 1990 pour la chambre basse) pour former le Parti progressiste réformateur, qui se voulait un parti conservateur modéré.

## Résultats électoraux

### Élections présidentielles
| Année                    | Candidat    | Voix      | %      | Rang |
| ------------------------ | ----------- | --------- | ------ | ---- |
| 1985 (suffrage indirect) | Paulo Maluf | 180       | 27.27% | 2e   |
| 1989                     | Paulo Maluf | 5,986,012 | 8.9%   | 5e   |

### Élections à la Chambre des députés et au Sénat
- (en) Cet article est partiellement ou en totalité issu de l’article de Wikipédia en anglais intitulé « Democratic Social Party » (voir la liste des auteurs).